# Дитрих Гобит DP II
Дитрих Гобит DP II (мишар)  (нем. Diеtrich Gobit DP II Bussard) је немачки једномоторни, двоседи, двокрилни авион, мешовите конструкције који се користио као школски авион за почетну обуку пилота, између два светска рата.

## Пројектовање и развој
Р. Дитрих (нем. Richard Dietrich) је пројектовао овај авион 1922. године. Пошто је пре основања властите фирме за производњу авиона радио као конструктор код Фокера. Није случајно што је овај авион неодољиво подсећао на Фокеров D VII, користећи све његове добре особине. Прототип је завршен 1923. године када је направио и први лет.

## Технички опис
Авион је био двокрилац са једним мотором и два члана посаде. 
Носећа конструкција трупа авиона је била потпуно направљена од челичних цеви а оплата од импрегнираног платна. Попречни пресек трупа је био правоугаони. Предњи део авиона (до прве кабине) је био обложен са алуминијумским лимом. У трупу су се налазиле две кабине у тандем распореду (једна иза друге). Стандардна верзија авиона је имала дупле команде.
Авион је био најчешће опремљен ваздухом хлађеним радијалним мотором Siemens-Halske Sh5 снаге 84 KS и дрвеном двокраком елисом фиксног корака.
Носећа конструкција крила је од дрвета са две рамењаче обложен платном. Крилца за управљање авионом су се налазила само на горњим крилима. Крила су између себе била повезана са једним паром металних упорница у облку латиничног слова N. Оба крила су имала облик правоугаоника са благим полукружним завршетком, стим што је горње крило имало већи размах и било је померено према кљуну авиона у односу на доње. 
Стајни трап је био фиксан потпуно направљен од металних профила са точковима великог пречника и високо притисним гумама. Испод репа се налазила еластична дрвена дрљача.

### Варијанте авиона Дитрих Гобит DP II
- DP II - Прототипска верзија са петоцилиндричним радијалним мотором Siemens-Halske Sh4 снаге 54 KS.
- DP IIa - Производна верзија са седмоцилиндричним радијалним мотором Siemens-Halske Sh5 снаге 84 KS.

## Земље које су користиле авион Дитрих Гобит DP II
- Аустрија
- Краљевина Југославија
- Трећи рајх
- Швајцарска
- Шведска

## Оперативно коришћење
Укупно је произведено 54 авиона, од тога 1 тип DP II а остали (53) су били тип DP IIa. Они су углавном продавани приватним авио школама, аеро клубовима.

### Авион Дитрих Гобит DP II у Југославији
Октобра месеца 1929. године немачка фабрика авиона Раб-Каценштајн (скраћено Ра-Ка) је организовала промотивну посету својих авиона Краљевини Југославији. У екипи су била 4 авиона а предводио их је А. Раб сувласник фирме Ра-Ка. Од ова четири авиона три су била производ фирма Ра-Ка, Kl.1 Швалбе (ласта), RK.2 Пеликан, и RK.9a Грасмике а четврти авион је био Дитрих лични авион господина А. Раба.
Због отказа мотора на авиону DP IIa, регистарских ознака D-589, он је остао да презими у Марибору. У међувремену фирма Раб-Каценштајн је банкротирала а финансијске власти Краљевине Југославије su заплениле овај авион у јуну месецу 1930. године због царинског прекршаја. Убрзо затим држава је продала овај авион Обласном одбору Аеро Клуба у Љубљани а он га је регистровао под ознаком UN-SLA. Ово је био једини авион овог типа који је летео у Југославији.